# Bussemaker (restaurant)
Bussemaker is een cafe, restaurant en voormalig hotel dat sinds 1880 in het Drentse Exloo is gevestigd.
Het restaurant en hotel werd in 1880 opgericht door Johannes Theodorus Bussemaker. In de beginjaren werkten ambtenaren van de gemeente vanuit de horecazaak, alsook toen het gemeentehuis in 1943 afbrandde. Het pand werd tweemaal verwoest door een brand, een aantal jaren na de opening en in 2002. Voor de wederopbouw werd Studio Dubovci in de arm genomen. De functie van hotel hield op te bestaan na de tweede brand. In juni 2021 werd de horecazaak verkocht.